# Championnat d'Espagne de baseball
Le championnat d'Espagne de baseball (División de Honor en espagnol) se déroule chaque année afin de désigner la meilleure équipe espagnole. Viladecans a dominé la compétition dans les années 1980 et 1990. Elle est organisée par la Real Federación Española de Béisbol y Sófbol (RFEBS).
Le champion est sacré à l'issue de la saison dite régulière, sans séries éliminatoires.
Le champion et le vice-champion sont qualifiés en Coupe d'Europe de baseball.

## Participants (2023)
| Club                      | Ville                 | Région        | Stade (capacité)                       | Titres |
| ------------------------- | --------------------- | ------------- | -------------------------------------- | ------ |
| Antorcha Valence          | Valence               | Valence       | Instalaciones Río Turia (Tramo IV)     | 0      |
| Astros Valence            | Valence               | Valence       | Instalaciones Río Turia (Tramo IV)     | 2      |
| CB Barcelone              | Barcelone             | Catalogne     | Estadio Pérez de Rozas (800)           | 1      |
| Béisbol Irabia            | Pampelune             | Navarre       | Colegio Irabia-Izaga                   | 0      |
| Marlins Puerto de la Cruz | Puerto de la Cruz     | Îles Canaries | Centro Insular de Béisbol (200)        | 14     |
| Miralbueno Saragosse      | Saragosse             | Aragon        | Campo Municipal de Béisbol             | 0      |
| Béisbol Navarra           | Burlada               | Navarre       | Instalaciones Deportivas El Soto (200) | 0      |
| San Inazio BE             | Bilbao                | Pays basque   | Polideportivo El Fango (200)           | 0      |
| CB Sant Boi               | Sant Boi de Llobregat | Catalogne     | Campo Municipal de Béisbol (500)       | 2      |
| CB Toros                  | Pampelune             | Navarre       | Escuela de béisbol Toros               | 0      |
| CB Viladecans             | Viladecans            | Catalogne     | Estadi Olimpic de Viladecans (1 500)   | 17     |

## Palmarès
Le palmarès de cette compétition s'établit comme suit
| - 1944: RCD Espanyol Barcelone - 1945: Real Madrid - 1946: FC Barcelone - 1947: FC Barcelone - 1948: Real Madrid - 1949: Atlético de Madrid - 1950: Real Madrid - 1951: Atlético de Madrid - 1952: Atlético de Madrid - 1953: RCD Espanyol Barcelone - 1954: Hèrcules Les Corts - 1955: Real Madrid - 1956: FC Barcelone - 1957: Picadero JC Barcelone - 1958: Hèrcules Les Corts - 1959: Real Madrid - 1960: Real Madrid - 1961: Real Madrid - 1962: Picadero JC Barcelone - 1963: Real Madrid - 1964: Picadero JC Barcelone - 1965: El Corte Inglés de Madrid - 1966: Piratas de Madrid | - 1967: Piratas de Madrid - 1968: El Corte Inglés de Madrid - 1969: El Corte Inglés de Madrid - 1970: Real Madrid - 1971: Real Madrid - 1972: Rayo Vallecano - 1973: ? - 1974: ? - 1975: ? - 1976: ? - 1977: ? - 1978: ? - 1979: Condepols Madrid - 1980: Condepols Madrid - 1981: Piratas de Madrid - 1982: Viladecans CB - 1983: Viladecans CB - 1984: Viladecans CB - 1985: Viladecans CB - 1986: Viladecans CB - 1987: Viladecans CB - 1988: Viladecans CB - 1989: Viladecans CB | - 1990: Viladecans CB - 1991: Viladecans CB - 1992: Viladecans CB - 1993: Viladecans CB - 1994: Viladecans CB - 1995: Viladecans CB - 1996: Viladecans CB - 1997: Viladecans CB - 1998: Viladecans CB - 1999: Viladecans CB - 2000: Viladecans CB - 2001: Viladecans CB - 2002: Viladecans CB - 2003: Sant Boi CBS - 2004: Rojos de Candelaria - 2005: Marlins Puerto de la Cruz - 2006: Marlins Puerto de la Cruz - 2007: Marlins Puerto de la Cruz - 2008: Marlins Puerto de la Cruz - 2009: Marlins Puerto de la Cruz - 2010: Sant Boi CBS - 2011: FC Barcelone - 2012: CB Barcelone | - 2013: Marlins Puerto de la Cruz - 2014: Marlins Puerto de la Cruz - 2015: Marlins Puerto de la Cruz - 2016: Astros Valence - 2017: Marlins Puerto de la Cruz - 2018: Marlins Puerto de la Cruz - 2019: Marlins Puerto de la Cruz - 2020: Astros Valence - 2021: Marlins Puerto de la Cruz - 2022: Marlins Puerto de la Cruz - 2023: Marlins Puerto de la Cruz |